# Temporada 1970 del Campeonato Mundial de Resistencia

## Carreras
| 24 Horas de Daytona 01/02/1970 Daytona International Speedway    | 24 Horas de Daytona 01/02/1970 Daytona International Speedway | 24 Horas de Daytona 01/02/1970 Daytona International Speedway | 24 Horas de Daytona 01/02/1970 Daytona International Speedway | 24 Horas de Daytona 01/02/1970 Daytona International Speedway | 24 Horas de Daytona 01/02/1970 Daytona International Speedway |
| Pos                                                              | N°                                                            | Piloto                                                        | Auto                                                          | Equipo                                                        | Clase                                                         |
| ---------------------------------------------------------------- | ------------------------------------------------------------- | ------------------------------------------------------------- | ------------------------------------------------------------- | ------------------------------------------------------------- | ------------------------------------------------------------- |
| 1°                                                               | 2                                                             | Rodríguez / Kinnunen / Redman                                 | Porsche 917 K                                                 | J. W. Engineering                                             | S                                                             |
| 2°                                                               | 1                                                             | Siffert / Redman                                              | Porsche 917 K                                                 | J. W. Engineering                                             | S                                                             |
| 3°                                                               | 28                                                            | Andretti / Merzario / Ickx                                    | Ferrari 512 S                                                 | Ferrari s.p.a.                                                | S                                                             |
| 4°                                                               | 24                                                            | Posey / Parkes                                                | Ferrari 312 P Coupe                                           | North American Racing Team                                    | P                                                             |
| 5°                                                               | 23                                                            | Adamowicz / Piper                                             | Ferrari 312 P Coupe                                           | North American Racing Team                                    | P                                                             |
| 6°                                                               | 7                                                             | Thompson / Mahler                                             | Chevrolet Corvette                                            | Owens Corning Fibreglass                                      | GT+2.0                                                        |
| 7°                                                               | 21                                                            | Young / Chinetti, Jr.                                         | Ferrari 250 LM                                                | North American Racing Team                                    | S                                                             |
| 8°                                                               | 18                                                            | Wonder / Cuomo                                                | Ford GT40                                                     | William Wonder, Inc.                                          | S                                                             |
| 9°                                                               | 40                                                            | Loomis / Everett                                              | Porsche 906 E                                                 | Gregg Loomis                                                  | P                                                             |
| 10°                                                              | 33                                                            | Cevert / Brabham                                              | Matra-Simca MS650                                             | Matra Sports                                                  | P                                                             |
| 11°                                                              | 89                                                            | Gottlob / Dooley                                              | Chevrolet Corvette                                            | Cliff Gottlob                                                 | GT+2.0                                                        |
| 12°                                                              | 12                                                            | Mitchell / Kemp                                               | Chevrolet Camaro                                              | Bob Mitchell                                                  | T+2.0                                                         |
| 13°                                                              | 6                                                             | DeLorenzo / Lang                                              | Chevrolet Corvette                                            | Owens Corning Fibreglass                                      | GT+2.0                                                        |
| 14°                                                              | 74                                                            | Meaney / Wright / Bean                                        | Porsche 911 S                                                 | Ralph Meaney                                                  | GT2.0                                                         |
| 15°                                                              | 90                                                            | Costanzo / Heinz                                              | Chevrolet Corvette                                            | Or Costanzo                                                   | GT+2.0                                                        |
| 16°                                                              | 14                                                            | Cuomo / Gimbel / Lisberg                                      | Ford Mustang                                                  | Ray Cuomo Racing                                              | T+2.0                                                         |
| 17°                                                              | 95                                                            | Brockman / Tremblay                                           | Chevrolet Camaro Z/28                                         | Bruce Behrens Racing                                          | T+2.0                                                         |
| 18°                                                              | 34                                                            | Beltoise / Pescarolo                                          | Matra-Simca MS650                                             | Matra Sports                                                  | P                                                             |
| 19°                                                              | 11                                                            | Brock / Dent                                                  | Chevrolet Camaro                                              | Laurel Racing                                                 | T+2.0                                                         |
| 20°                                                              | 78                                                            | Belperche / Lilly / Pickett                                   | MGB                                                           | Waldron Motors                                                | GT2.0                                                         |
| 21°                                                              | 79                                                            | Waldron / Lanier / Barros                                     | MGB                                                           | Waldron Motors                                                | GT2.0                                                         |
| 22°                                                              | 48                                                            | Taylor / Sheldon                                              | Alfa Romeo 1750 GTV                                           | Del Taylor                                                    | T2.0                                                          |
| 23°                                                              | 38                                                            | Fleming / Johnson                                             | Fiat 124 Sport coupé                                          | Simone Fleming                                                | T2.0                                                          |
| 24°                                                              | 76                                                            | Addison / Dahm                                                | Porsche 911 S                                                 | Scotty Addison                                                | GT2.0                                                         |
| 25°                                                              | 98                                                            | Mastandrea / Drolet / Rodgers                                 | Chevrolet Camaro                                              | Norberto Mastandrea                                           | T+2.0                                                         |
| 26°                                                              | 83                                                            | Collins / Wilson                                              | Ford Mustang                                                  | Dr. Vince Collins                                             | T+2.0                                                         |
| 27°                                                              | 71                                                            | Walle / Speakman                                              | TVR Vixen Ford                                                | Walle Enterprises                                             | P                                                             |
| 28°                                                              | 9                                                             | Yenko / Grossman                                              | Chevrolet Camaro                                              | Mamie Reynolds Gregory                                        | GT+2.0                                                        |
| 29°                                                              | 25                                                            | Gurney / Parsons                                              | Ferrari 512 S                                                 | North American Racing Team                                    | S                                                             |
| 30°                                                              | 8                                                             | Johnson / Johnson / Greendyke                                 | Chevrolet Corvette                                            | Forma Scientific                                              | GT+2.0                                                        |
| 31°                                                              | 47                                                            | Bandy / Stevenson / Williams                                  | Lotus 47                                                      | Sports Motors, Inc.                                           | S                                                             |
| 32°                                                              | 30                                                            | Manfredini / Moretti                                          | Ferrari 512 S                                                 | Squadra Picchio-Rosso                                         | S                                                             |
| 33°                                                              | 53                                                            | Laine / van Lennep                                            | Porsche 908/02                                                | Racing Team AAW                                               | P                                                             |
| 34°                                                              | 43                                                            | Harris / Lewis                                                | Austin-Healey Sprite                                          | William Harris                                                | P                                                             |
| 35°                                                              | 72                                                            | Duval / Bailey                                                | Porsche 911 T                                                 | Jacques Duval                                                 | GT2.0                                                         |
| 36°                                                              | 97                                                            | Elliott / Gwynne                                              | Chevrolet Camaro Z/28                                         | Preston Hood Chevrolet                                        | T+2.0                                                         |
| 37°                                                              | 3                                                             | Ahrens, Jr. / Elford                                          | Porsche 917 K                                                 | Porsche Konstruktionen KG                                     | S                                                             |
| 38°                                                              | 94                                                            | Cummings / Stumes                                             | Shelby GT350                                                  | Susan T. Cummings                                             | GT+2.0                                                        |
| 39°                                                              | 15                                                            | Lowther / Nagel                                               | Chevrolet Camaro                                              | Bob Fryer                                                     | T+2.0                                                         |
| 40°                                                              | 20                                                            | Cluxton / Tatum                                               | Ferrari 275 GTB/C                                             | North American Racing Team                                    | S                                                             |
| 41°                                                              | 17                                                            | Forester / Hedges                                             | Ford GT40                                                     | Trevor Graham                                                 | S                                                             |
| 42°                                                              | 77                                                            | Jennings / Tullius                                            | Porsche 911 T                                                 | Toad Hall Racing                                              | GT2.0                                                         |
| 43°                                                              | 88                                                            | Batchin / Oest                                                | Lancia Fulvia HF                                              | Auto Enterprises of Chestnut                                  | T2.0                                                          |
| 44°                                                              | 84                                                            | Brown / Marcus / Sandman                                      | BMW 2002                                                      | H.C.A.S., Inc.                                                | T2.0                                                          |
| 45°                                                              | 85                                                            | Whitaker / Krebs / Eckoff                                     | Volvo 122 S                                                   | Robert Whitaker                                               | T2.0                                                          |
| 46°                                                              | 92                                                            | Mims / Corwin / Pipen                                         | Chevrolet Camaro Z/28                                         | Flem-Cor Enterprises                                          | T+2.0                                                         |
| 47°                                                              | 0                                                             | Donohue / Revson                                              | AMC Javelin                                                   | Roger Penske Racing                                           | T+2.0                                                         |
| 48°                                                              | 73                                                            | Rinzler / Reynolds                                            | Austin-Healey Sprite                                          | Ring Free Racing Team                                         | P                                                             |
| 49°                                                              | 22                                                            | Bucknum / Pickett                                             | Ferrari 365 GTB/4                                             | North American Racing Team                                    | S                                                             |
| 50°                                                              | 96                                                            | Gimondo / Dietrich                                            | Chevrolet Camaro Z/28                                         | Takondo Racing                                                | T+2.0                                                         |
| 51°                                                              | 27                                                            | Ickx / Schetty                                                | Ferrari 512 S                                                 | Ferrari s.p.a.                                                | S                                                             |
| 52°                                                              | 16                                                            | Baker / Baker                                                 | Chevron B16 Ford                                              | Ring Free Racing Team                                         | P                                                             |
| 53°                                                              | 91                                                            | Barker / Greenwood / Hoffman                                  | Chevrolet Corvette                                            | Auto Research Eng.                                            | GT+2.0                                                        |
| 54°                                                              | 39                                                            | Brezinka / Petermann / Bartling                               | Porsche 906                                                   | Rainer Brezinka                                               | S                                                             |
| 55°                                                              | 26                                                            | Vaccarella / Giunti                                           | Ferrari 512 S                                                 | Ferrari s.p.a.                                                | S                                                             |
| 56°                                                              | 93                                                            | Harrell / Magner                                              | Ford Mustang                                                  | Redline Engineering, Inc.                                     | T+2.0                                                         |
| 57°                                                              | 37                                                            | Robinson / Kleinpeter / Opert                                 | Chevron B16 Ford                                              | Fred Opert Racing/Chevron Cars                                | P                                                             |
| 58°                                                              | 19                                                            | Grant / Heppenstall / Marcus                                  | Ford GT40                                                     | Auto Enterprises of Chestnut                                  | S                                                             |
| 59°                                                              | 66                                                            | Matthews / Sesslar / Weaver                                   | Ford Mustang                                                  | H. Edward Mathews                                             | T+2.0                                                         |
| 60°                                                              | 86                                                            | Mollin / Riley                                                | Volvo 122 S                                                   | Arthur Mollin Racing                                          | T2.0                                                          |
| 61°                                                              | 70                                                            | Patterson / Sanford                                           | Porsche 911 T                                                 | Sportade Racing Team                                          | GT2.0                                                         |
| 62°                                                              | 46                                                            | Darden / Matzen                                               | Shelby GT350                                                  | Jack Haywood                                                  | GT+2.0                                                        |
| 63°                                                              | 55                                                            | Kearney / Roberts / Purdy                                     | Datsun PL510                                                  | Donald E. Kearney                                             | T2.0                                                          |
| 64°                                                              | 5                                                             | Cannon / Eaton                                                | Lola T70 Mk.3B GT Chevrolet                                   | Randy's Auto Body Service                                     | S                                                             |
| 65°                                                              | 54                                                            | Pairetti / De Cadenet / Del Río                               | Porsche 908/02                                                | Juan Manuel Fangio                                            | P                                                             |
| 12 Horas de Sebring 21/03/1970 Sebring International Raceway     |                                                               |                                                               |                                                               |                                                               |                                                               |
| Pos                                                              | N°                                                            | Piloto                                                        | Auto                                                          | Equipo                                                        | Clase                                                         |
| 1°                                                               | 21                                                            | Giunti / Vaccarella / Andretti                                | Ferrari 512 S                                                 | Ferrari S.P.A., SEFAC                                         | S5.0                                                          |
| 2°                                                               | 48                                                            | McQueen / Revson                                              | Porsche 908/02 Flunder                                        | Solar Productions, Inc.                                       | P3.0                                                          |
| 3°                                                               | 33                                                            | Hezemans / Gregory                                            | Alfa Romeo T33/3                                              | Autodelta S.P.A.                                              | P3.0                                                          |
| 4°                                                               | 15                                                            | Rodríguez / Kinnunen / Siffert                                | Porsche 917 K                                                 | J. W. Automotive Engineering Ltd.                             | S5.0                                                          |
| 5°                                                               | 34                                                            | Pescarolo / Servoz-Gavin                                      | Matra-Simca MS650                                             | Equipe Matra-Elf                                              | P3.0                                                          |
| 6°                                                               | 22                                                            | Parkes / Parsons                                              | Ferrari 312 P Coupe                                           | N.A.R.T.                                                      | P3.0                                                          |
| 7°                                                               | 46                                                            | Koch / Larrousse / Attwood                                    | Porsche 908/02                                                | International Martini Racing Team                             | P3.0                                                          |
| 8°                                                               | 31                                                            | Courage / de Adamich                                          | Alfa Romeo T33/3                                              | Autodelta S.P.A.                                              | P3.0                                                          |
| 9°                                                               | 32                                                            | Stommelen / Galli                                             | Alfa Romeo T33/3                                              | Autodelta S.P.A.                                              | P3.0                                                          |
| 10°                                                              | 1                                                             | DeLorenzo / Lang                                              | Chevrolet Corvette                                            | Troy Promotions, Inc.                                         | GT+5.0                                                        |
| 11°                                                              | 3                                                             | Johnson / Johnson / Greendyke                                 | Chevrolet Corvette                                            | Doug Bergen Racing                                            | GT+5.0                                                        |
| 12°                                                              | 35                                                            | Gurney / Cevert                                               | Matra-Simca MS650                                             | Equipe Matra-Elf                                              | P3.0                                                          |
| 13°                                                              | 53                                                            | Gregg / Harrison                                              | Porsche 911 T                                                 | Brumos Porsche Audi Corp.                                     | GT2.0                                                         |
| 14°                                                              | 40                                                            | Gimondo / Dietrich                                            | Chevrolet Camaro                                              | Takondo Racing                                                | T5.0                                                          |
| 15°                                                              | 52                                                            | Duval / Bailey / Nicholas                                     | Porsche 911 T                                                 | Jacques Duval                                                 | GT2.0                                                         |
| 16°                                                              | 39                                                            | Kemp / Mitchell                                               | Chevrolet Camaro                                              | Robert B. Mitchell                                            | T5.0                                                          |
| 17°                                                              | 9                                                             | Grossman / Yenko                                              | Chevrolet Camaro                                              | Marlbank Racing Team                                          | GT+5.0                                                        |
| 18°                                                              | 43                                                            | Tremblay / McDill                                             | Chevrolet Camaro                                              | Bruce Behens Racing                                           | T5.0                                                          |
| 19°                                                              | 73                                                            | Guthrie / Smith / Kondratiff                                  | Austin-Healey Sprite                                          | Ring Free Oil Racing Team/Baker Motor Co.                     | P2.0                                                          |
| 20°                                                              | 2                                                             | Thompson / Mahler                                             | Chevrolet Corvette                                            | Troy Promotions, Inc.                                         | GT+5.0                                                        |
| 21°                                                              | 91                                                            | Corwin / Mims                                                 | Chevrolet Camaro                                              | Flem-Cor Enterprises                                          | T5.0                                                          |
| 22°                                                              | 92                                                            | Gwynne / Elliott                                              | Chevrolet Camaro                                              | Preston Hood Chevrolet, Inc./John Elliott                     | T5.0                                                          |
| 23°                                                              | 50                                                            | Rahal / Wise / Frank                                          | Porsche 906                                                   | Nationwide Food Brokers Racing Team                           | S3.0                                                          |
| 24°                                                              | 37                                                            | Collins / Wilson                                              | Ford Mustang                                                  | Collins-Wilson Racing                                         | T5.0                                                          |
| 25°                                                              | 57                                                            | Belperche / Gammon / Mummery                                  | MGB                                                           | Waldron Enterprises Inc.                                      | GT2.0                                                         |
| 26°                                                              | 58                                                            | Scott / Houser / Lanier                                       | MGB                                                           | Waldron Enterprises Inc.                                      | GT2.0                                                         |
| 27°                                                              | 18                                                            | Pettey / Hallquist                                            | Ford Mustang                                                  | Paul Pettey                                                   | T5.0                                                          |
| 28°                                                              | 80                                                            | Kennedy / Tillson / Samm                                      | Lancia Fulvia HF                                              | Texas Speed Museum                                            | T2.0                                                          |
| 29°                                                              | 54                                                            | Arutunoff / Pryor                                             | Abarth 2000 SP                                                | Automobiles of Italy, Inc.                                    | P2.0                                                          |
| 30°                                                              | 51                                                            | Behr / Rosen                                                  | Porsche 906                                                   | Porsche Audi VWNC                                             | S3.0                                                          |
| 31°                                                              | 63                                                            | Fabre / Aguilar                                               | Chevron B8 BMW                                                | Carlos Fabre                                                  | S3.0                                                          |
| 32°                                                              | 26                                                            | Brown / Young / Ormes                                         | Lola T70 Mk.3B GT Chevrolet                                   | Randy's Auto Body                                             | S5.0                                                          |
| 33°                                                              | 97                                                            | Brown / Marcus / Sandman                                      | BMW 2002                                                      | HCAS, Inc.                                                    | T2.0                                                          |
| 34°                                                              | 47                                                            | Laine / van Lennep                                            | Porsche 908/02                                                | Racing Team AAW                                               | P3.0                                                          |
| 35°                                                              | 19                                                            | Andretti / Merzario                                           | Ferrari 512 S Spyder                                          | Ferrari S.P.A., SEFAC                                         | S5.0                                                          |
| 36°                                                              | 14                                                            | Siffert / Redman / Kinnunen                                   | Porsche 917 K                                                 | J. W. Automotive Engineering Ltd.                             | S5.0                                                          |
| 37°                                                              | 8                                                             | Heinz / Costanzo                                              | Chevrolet Corvette                                            | Or Costanzo                                                   | GT+5.0                                                        |
| 38°                                                              | 4                                                             | Greenwood / Barker                                            | Chevrolet Corvette                                            | John Greenwood                                                | GT+5.0                                                        |
| 39°                                                              | 20                                                            | Ickx / Schetty                                                | Ferrari 512 S Spyder                                          | Ferrari S.P.A., SEFAC                                         | S5.0                                                          |
| 40°                                                              | 56                                                            | Woodner / O'Connor                                            | MG Midget                                                     | British Leyland Motors Inc.                                   | GT2.0                                                         |
| 41°                                                              | 29                                                            | Heppenstall / Grant                                           | Ford GT40                                                     | Auto Enterprises                                              | S5.0                                                          |
| 42°                                                              | 24                                                            | Posey / Bucknum / Everett                                     | Ferrari 512 S Spyder                                          | N.A.R.T.                                                      | S5.0                                                          |
| 43°                                                              | 55                                                            | Brennan / Blackburn                                           | MGB                                                           | British Leyland Motors Inc.                                   | GT2.0                                                         |
| 44°                                                              | 82                                                            | Clark / Marsula                                               | Lancia Fulvia HF                                              | General Plastics                                              | T2.0                                                          |
| 45°                                                              | 77                                                            | Jennings / Tullius                                            | Porsche 911 T                                                 | Bruce Jennings                                                | GT2.0                                                         |
| 46°                                                              | 69                                                            | Spruell / Pickett                                             | Alfa Romeo Giulia Spider                                      | Scuderia Spruell                                              | GT2.0                                                         |
| 47°                                                              | 61                                                            | Baker / Baker / Richards / Rinzler                            | Chevron B16 Ford                                              | Ring Free Oil Racing Team/Baker Motor Co.                     | P2.0                                                          |
| 48°                                                              | 16                                                            | Elford / Ahrens, Jr.                                          | Porsche 917 K                                                 | Porsche Audi                                                  | S5.0                                                          |
| 49°                                                              | 23                                                            | Adamowicz / Chinetti, Jr.                                     | Ferrari 312 P Coupe                                           | N.A.R.T.                                                      | P3.0                                                          |
| 50°                                                              | 67                                                            | Bandy / Stevenson                                             | Lotus 47                                                      | Sport Motors                                                  | P2.0                                                          |
| 51°                                                              | 38                                                            | Kearney / Chitwood                                            | Chevrolet Camaro                                              | David H. McClain                                              | T5.0                                                          |
| 52°                                                              | 41                                                            | Bock / Dent                                                   | Chevrolet Camaro                                              | Laurel Racing (Larry Drover)                                  | T5.0                                                          |
| 53°                                                              | 62                                                            | Robinson / Kleinpeter                                         | Chevron B16 Ford                                              | Chevron Cars                                                  | P2.0                                                          |
| 54°                                                              | 74                                                            | Meaney / Bean                                                 | Porsche 911 T                                                 | Ralph Meaney, Inc.                                            | GT2.0                                                         |
| 55°                                                              | 5                                                             | Schumacher / Petree                                           | Chevrolet Corvette                                            | Wm. A. Schumacher                                             | GT+5.0                                                        |
| 56°                                                              | 17                                                            | Herrmann / Lins                                               | Porsche 917 K                                                 | Porsche Audi                                                  | S5.0                                                          |
| 57°                                                              | 87                                                            | Whitaker / Eckoff / Slottag                                   | Volvo 122 S                                                   | Robert W. Whitaker                                            | T2.0                                                          |
| 58°                                                              | 30                                                            | Forester / Hedges                                             | Ford GT40                                                     | Trevor Graham                                                 | S5.0                                                          |
| 59°                                                              | 49                                                            | Greger / Schmalbach                                           | Porsche 910                                                   | Josef Greger                                                  | S3.0                                                          |
| 60°                                                              | 36                                                            | Cuomo / Gimbel / Lisberg                                      | Ford Mustang                                                  | Ray Cuomo Racing                                              | T5.0                                                          |
| 61°                                                              | 86                                                            | Polimeni / Theall                                             | Volvo 122 S                                                   | Sandy's Spares                                                | T2.0                                                          |
| 62°                                                              | 7                                                             | Morehead / Vega                                               | AMC AMX                                                       | Bruce Morehead Racing                                         | GT+5.0                                                        |
| 63°                                                              | 60                                                            | Kilpatrick / Goodrich                                         | MGB                                                           | Herrington Motors                                             | GT2.0                                                         |
| 64°                                                              | 59                                                            | Smith / Donley / Buttari                                      | MG Midget                                                     | Waldron Motors                                                | P2.0                                                          |
| 65°                                                              | 79                                                            | Taylor / Dyer / Sheldon                                       | Alfa Romeo 1750 GTV                                           | Del Taylor                                                    | T2.0                                                          |
| 66°                                                              | 27                                                            | De Udy / Hailwood                                             | Lola T70 Mk.3B GT Chevrolet                                   | Grand Bahama Racing Car Co. Ltd.                              | S5.0                                                          |
| 67°                                                              | 88                                                            | Fleming / Johnson / Bowers                                    | Fiat 124 Coupe                                                | Simone N. Fleming                                             | T2.0                                                          |
| 68°                                                              | 45                                                            | Attwood / Larrousse / Koch                                    | Porsche 908/02                                                | International Martini Racing Team                             | P3.0                                                          |
| 1000 Kilómetros de Brands Hatch 12/04/1970 Brands Hatch          |                                                               |                                                               |                                                               |                                                               |                                                               |
| Pos                                                              | N°                                                            | Piloto                                                        | Auto                                                          | Equipo                                                        | Clase                                                         |
| 1°                                                               | 10                                                            | Rodríguez / Kinnunen                                          | Porsche 917 K                                                 | J. W. Automotive Engineering Ltd.                             | S5.0                                                          |
| 2°                                                               | 11                                                            | Elford / Hulme                                                | Porsche 917 K                                                 | Porsche Konstruktionen KG. Salzburg                           | S5.0                                                          |
| 3°                                                               | 12                                                            | Attwood / Herrmann                                            | Porsche 917 K                                                 | Porsche Konstruktionen KG. Salzburg                           | S5.0                                                          |
| 4°                                                               | 57                                                            | van Lennep / Laine                                            | Porsche 908/02                                                | Racing Team A.A.W.                                            | P3.0                                                          |
| 5°                                                               | 2                                                             | Amon / Merzario                                               | Ferrari 512 S Spyder                                          | Ferrari S.P.A. Sefac                                          | S5.0                                                          |
| 6°                                                               | 56                                                            | Larrousse / Koch                                              | Porsche 908/02                                                | International Martini Racing Team                             | P3.0                                                          |
| 7°                                                               | 5                                                             | Bonnier / Wisell                                              | Lola T70 Mk.3B GT Chevrolet                                   | Ecurie Bonnier                                                | S5.0                                                          |
| 8°                                                               | 1                                                             | Ickx / Oliver                                                 | Ferrari 512 S Spyder                                          | Ferrari S.P.A. Sefac                                          | S5.0                                                          |
| 9°                                                               | 28                                                            | L'Amie / Reid                                                 | Porsche 910                                                   | John L'Amie                                                   | S2.0                                                          |
| 10°                                                              | 25                                                            | Lepp / Silverwood                                             | Chevron B8 BMW                                                | Central Garage (Mirfield) Ltd.                                | S2.0                                                          |
| 11°                                                              | 27                                                            | Beuttler / Gold                                               | Porsche 910                                                   | Nick Gold                                                     | S2.0                                                          |
| 12°                                                              | 51                                                            | Brabham / Beltoise                                            | Matra-Simca MS650                                             | Equipe Matra-Elf                                              | P3.0                                                          |
| 13°                                                              | 3                                                             | Müller / Parkes                                               | Ferrari 512 S                                                 | Scuderia Filipinetti (Ferrari S.P.A. Sefac)                   | S5.0                                                          |
| 14°                                                              | 23                                                            | Franey / Clydesdale                                           | Chevron B8 BMW                                                | Intertech Steering Wheels                                     | S2.0                                                          |
| 15°                                                              | 81                                                            | Birrell / Mylius                                              | Gropa CMC Ford                                                | A. M. Graphic Racing Organisation                             | P2.0                                                          |
| 16°                                                              | 79                                                            | Nathan / Beckwith                                             | Astra RNR2 Ford                                               | Roger Nathan Racing Ltd.                                      | P2.0                                                          |
| 17°                                                              | 74                                                            | Bridges / Lawson                                              | Chevron B16 Ford                                              | Chevron Racing Team                                           | P2.0                                                          |
| 18°                                                              | 72                                                            | Konig / Lanfranchi                                            | Nomad Mk.2 BRM                                                | Mark Konig                                                    | P2.0                                                          |
| 19°                                                              | 58                                                            | De Cadenet / Del Río                                          | Porsche 908/02                                                | Ecurie Evergreen                                              | P3.0                                                          |
| 20°                                                              | 9                                                             | Siffert / Redman                                              | Porsche 917 K                                                 | J. W. Automotive Engineering Ltd.                             | S5.0                                                          |
| 21°                                                              | 52                                                            | Pescarolo / Servoz-Gavin                                      | Matra-Simca MS650                                             | Equipe Matra-Elf                                              | P3.0                                                          |
| 22°                                                              | 21                                                            | Bamford / Creasey / Tangye                                    | Chevron B8 BMW                                                | Worcestershire Racing Association                             | S2.0                                                          |
| 23°                                                              | 77                                                            | Walker / Burton                                               | Chevron B16 Ford                                              | Worcestershire Racing Association                             | P2.0                                                          |
| 24°                                                              | 24                                                            | Purley / Skeaping                                             | Chevron B8 BMW                                                | Lec Refridgeration                                            | S2.0                                                          |
| 25°                                                              | 26                                                            | Vestey / Pike                                                 | Porsche 910                                                   | Road & Racing Acessories (Holborn) Ltd.                       | S2.0                                                          |
| 26°                                                              | 22                                                            | Twaites / Smith                                               | Chevron B8 BMW                                                | The Paul Watson Race Organisation                             | S2.0                                                          |
| 27°                                                              | 76                                                            | Lucas / Martland                                              | Chevron B16 Ford                                              | Digby Martland                                                | P2.0                                                          |
| 28°                                                              | 71                                                            | Blatzheim / Kraus                                             | Porsche 907                                                   | Hans Dieter Blatzheim                                         | P2.0                                                          |
| 29°                                                              | 60                                                            | Courage / de Adamich                                          | Alfa Romeo T33/3                                              | Autodelta S.p.A.                                              | P3.0                                                          |
| 30°                                                              | 7                                                             | De Udy / Gardner                                              | Lola T70 Mk.3B GT Chevrolet                                   | Grand Bahama Racing Car Company                               | S5.0                                                          |
| 31°                                                              | 59                                                            | Craft / Taylor                                                | McLaren M8C Ford                                              | Ecurie Evergreen                                              | P3.0                                                          |
| 32°                                                              | 82                                                            | Richardson / Brown                                            | Daren Mk.2 Ford                                               | Daren Cars Ltd.                                               | P2.0                                                          |
| 33°                                                              | 75                                                            | Hine / Skailes                                                | Chevron B16 Ford                                              | Chevron Racing Team                                           | P2.0                                                          |
| 34°                                                              | 6                                                             | Smith / Ganley                                                | Lola T70 Mk.3B GT Chevrolet                                   | Sidney Taylor                                                 | S5.0                                                          |
| 1000 Kilómetros de Monza 25/04/1970 Autodromo Nazionale di Monza |                                                               |                                                               |                                                               |                                                               |                                                               |
| Pos                                                              | N°                                                            | Piloto                                                        | Auto                                                          | Equipo                                                        | Clase                                                         |
| 1°                                                               | 7                                                             | Rodríguez / Kinnunen                                          | Porsche 917 K                                                 | J. W. Automotive Engineering                                  | S5.0                                                          |
| 2°                                                               | 3                                                             | Giunti / Vaccarella / Amon                                    | Ferrari 512 S Spyder                                          | Spa Ferrari SEFAC                                             | S5.0                                                          |
| 3°                                                               | 2                                                             | Surtees / Schetty                                             | Ferrari 512 S                                                 | Spa Ferrari SEFAC                                             | S5.0                                                          |
| 4°                                                               | 1                                                             | Amon / Merzario                                               | Ferrari 512 S                                                 | Spa Ferrari SEFAC                                             | S5.0                                                          |
| 5°                                                               | 36                                                            | Beltoise / Brabham                                            | Matra-Simca MS650                                             | Equipe Matra-Elf                                              | P3.0                                                          |
| 6°                                                               | 37                                                            | Pescarolo / Servoz-Gavin                                      | Matra-Simca MS650                                             | Equipe Matra-Elf                                              | P3.0                                                          |
| 7°                                                               | 38                                                            | Galli / Stommelen                                             | Alfa Romeo T33/3                                              | Autodelta SpA                                                 | P3.0                                                          |
| 8°                                                               | 4                                                             | Parkes / Müller                                               | Ferrari 512 S                                                 | Scuderia Filipinetti                                          | S5.0                                                          |
| 9°                                                               | 5                                                             | Manfredini / Moretti                                          | Ferrari 512 S                                                 | Scuderia Picchio Rosso                                        | S5.0                                                          |
| 10°                                                              | 14                                                            | Neuhaus / Kelleners                                           | Porsche 917 K                                                 | Gesipa Racing Team                                            | S5.0                                                          |
| 11°                                                              | 12                                                            | Laine / van Lennep                                            | Porsche 917 K                                                 | Racing Team AAW                                               | S5.0                                                          |
| 12°                                                              | 8                                                             | Siffert / Redman                                              | Porsche 917 K                                                 | J. W. Automotive Engineering                                  | S5.0                                                          |
| 13°                                                              | 41                                                            | de Adamich / Courage                                          | Alfa Romeo T33/3                                              | Autodelta SpA                                                 | P3.0                                                          |
| 14°                                                              | 50                                                            | Larrousse / Lins                                              | Porsche 908/02 LH                                             | Martini International                                         | P3.0                                                          |
| 15°                                                              | 53                                                            | Wicky / Cabral                                                | Porsche 907                                                   | André Wicky Racing Team                                       | P2.0                                                          |
| 16°                                                              | 16                                                            | Pilette / Gosselin                                            | Lola T70 Mk.3B GT Chevrolet                                   | Racing Team VDS                                               | S5.0                                                          |
| 17°                                                              | 52                                                            | Blatzheim / Krause                                            | Porsche 907                                                   | Hans-Dieter Blatzheim                                         | P2.0                                                          |
| 18°                                                              | 39                                                            | Gregory / Hezemans                                            | Alfa Romeo T33/3                                              | Autodelta SpA                                                 | P3.0                                                          |
| 19°                                                              | 25                                                            | L'Amie / Nelson                                               | Porsche 910                                                   | John L'Amie                                                   | S2.0                                                          |
| 20°                                                              | 87                                                            | Schenetti / Zerbini                                           | Porsche 911 S                                                 | Scuderia Brescia Corse                                        | GT2.0                                                         |
| 21°                                                              | 84                                                            | Garant / Ilotte                                               | Porsche 911 S                                                 | André Wicky Racing Team                                       | GT2.0                                                         |
| 22°                                                              | 70                                                            | Rondanini / Bonomelli                                         | Porsche 911 S                                                 | Giancarlo Rondanini                                           | GT+2.0                                                        |
| 23°                                                              | 78                                                            | Genta / "Nicky"                                               | Porsche 911 S                                                 | Fiorenzo Genta                                                | GT2.0                                                         |
| 24°                                                              | 94                                                            | Cabella / de Leonibus                                         | Alfa Romeo GTA                                                | Jolly Club                                                    | GT1.6                                                         |
| 25°                                                              | 34                                                            | Vaglio / Vaglio                                               | Abarth 1000 SP                                                | Abarth Switzerland                                            | S1.6                                                          |
| 26°                                                              | 49                                                            | Nicodemi / Williams                                           | Porsche 907                                                   | Antonio Nicodemi                                              | P2.0                                                          |
| 27°                                                              | 33                                                            | Nardari / "Pal Joe"                                           | Fiat-Abarth 1000 S                                            | Mario Nardari                                                 | S1.6                                                          |
| 28°                                                              | 10                                                            | Elford / Ahrens, Jr.                                          | Porsche 917 K                                                 | Porsche Salzburg                                              | S5.0                                                          |
| 29°                                                              | 23                                                            | Ortner / Casoni                                               | Abarth 2000 S                                                 | Abarth-Osella                                                 | S2.0                                                          |
| 30°                                                              | 96                                                            | Rossi / Monti                                                 | Alfa Romeo GTA                                                | Citta dei Mille                                               | GT1.6                                                         |
| 31°                                                              | 40                                                            | Facetti / Zeccoli                                             | Alfa Romeo T33/3                                              | Autodelta SpA                                                 | P3.0                                                          |
| 32°                                                              | 9                                                             | Herrmann / Attwood                                            | Porsche 917 K                                                 | Porsche Salzburg                                              | S5.0                                                          |
| 33°                                                              | 48                                                            | "Nicor" / Dini                                                | Alfa Romeo T33/2                                              | SCAR Autostrada                                               | P2.0                                                          |
| 34°                                                              | 11                                                            | Adamowicz / Piper                                             | Porsche 917 K                                                 | David Piper                                                   | S5.0                                                          |
| 35°                                                              | 44                                                            | Koch / Dechent                                                | Porsche 908/02                                                | Martini International                                         | P3.0                                                          |
| 36°                                                              | 95                                                            | Poretti / Zanetti                                             | Alfa Romeo GTA                                                | Monzeglio                                                     | GT1.6                                                         |
| 37°                                                              | 56                                                            | Alberti / Zuccoli                                             | Alfa Romeo T33/2 Spyder                                       | Scuderia Madunina                                             | P2.0                                                          |
| 38°                                                              | 73                                                            | Kremer / Kauhsen                                              | Porsche 911 S                                                 | Auto Kremer                                                   | GT+2.0                                                        |
| Targa Florio 03/05/1970 Circuito delle Madonie                   |                                                               |                                                               |                                                               |                                                               |                                                               |
| Pos                                                              | N°                                                            | Piloto                                                        | Auto                                                          | Equipo                                                        | Clase                                                         |
| 1°                                                               | 12                                                            | Siffert / Redman                                              | Porsche 908/03                                                | J. W. Automotive Engineering                                  | P3.0                                                          |
| 2°                                                               | 40                                                            | Kinnunen / Rodríguez                                          | Porsche 908/03                                                | J. W. Automotive Engineering                                  | P3.0                                                          |
| 3°                                                               | 6                                                             | Vaccarella / Giunti                                           | Ferrari 512 S                                                 | Ferrari S.p.A. Sefac                                          | S5.0                                                          |
| 4°                                                               | 18                                                            | van Lennep / Laine                                            | Porsche 908/02                                                | Racing Team AAW                                               | P3.0                                                          |
| 5°                                                               | 36                                                            | Waldegaard / Attwood                                          | Porsche 908/03                                                | J. W. Automotive Engineering                                  | P3.0                                                          |
| 6°                                                               | 4                                                             | Müller / Parkes                                               | Ferrari 512 S                                                 | Scuderia Filipinetti                                          | S5.0                                                          |
| 7°                                                               | 56                                                            | Williams / Alberti                                            | Alfa Romeo T33/2 Spyder                                       | Scuderia Madunina                                             | P2.0                                                          |
| 8°                                                               | 94                                                            | "PAM" / "Gi-Bi"                                               | Abarth 2000 S                                                 | Scuderia Brescia Corse                                        | S2.0                                                          |
| 9°                                                               | 174                                                           | Munari / Maglioli                                             | Lancia Fulvia 1600 HF                                         | HF Squadra Corse                                              | GT1.6                                                         |
| 10°                                                              | 98                                                            | Virgilio / Taramazzo                                          | Abarth 2000 S                                                 | Scuderia Etna                                                 | S2.0                                                          |
| 11°                                                              | 58                                                            | Lo Piccolo / Calascibetta                                     | Ferrari Dino 206 S Spyder                                     | Scuderia Pegaso                                               | P2.0                                                          |
| 12°                                                              | 60                                                            | Nicodemi / Moretti                                            | Porsche 907                                                   | Scuderia Piccionala                                           | P2.0                                                          |
| 13°                                                              | 26                                                            | Larrousse / Lins                                              | Porsche 908/02 Flunder                                        | International Martini Racing Team                             | P3.0                                                          |
| 14°                                                              | 140                                                           | Marchiolo / Castro                                            | Porsche 911                                                   | A. Castro                                                     | GT2.0                                                         |
| 15°                                                              | 138                                                           | De Cadenet / Ogier                                            | Porsche 911 T/R                                               | Ecurie Evergreen                                              | GT2.0                                                         |
| 16°                                                              | 262                                                           | Pellegrin / Ruspa                                             | Abarth 1000 SP                                                | Scuderia Nord-Ovest                                           | P1.0                                                          |
| 17°                                                              | 120                                                           | Garant / Chenevière                                           | Porsche 911                                                   | Wicky Racing Team                                             | GT2.0                                                         |
| 18°                                                              | 190                                                           | Restivo / Merendino                                           | Lancia Fulvia 1600 HF                                         | Jolly Club                                                    | GT1.6                                                         |
| 19°                                                              | 260                                                           | Locatelli / Gargano                                           | AMS SP Ford                                                   | Brescia Corse                                                 | P1.0                                                          |
| 20°                                                              | 278                                                           | Gaicomini / Ramoino                                           | Alpine A110 Renault                                           | "Ro"                                                          | GT1.3                                                         |
| 21°                                                              | 286                                                           | Arcovito / Rizzo                                              | Lancia Fulvia HF                                              | Scuderia Brescia Corse                                        | GT1.3                                                         |
| 22°                                                              | 172                                                           | Benedini / Poretti                                            | Alfa Romeo Giulia GTA                                         | Monzeglio Corse                                               | GT1.6                                                         |
| 23°                                                              | 178                                                           | Galimberti / "Poker"                                          | Lancia Fulvia 1600 HF                                         | G. Galimberti                                                 | GT1.6                                                         |
| 24°                                                              | 154                                                           | de Francisci / Balistreri                                     | Alfa Romeo Giulia TZ                                          | De Francisci                                                  | S1.6                                                          |
| 25°                                                              | 218                                                           | Zanetti / Pianta                                              | AMS - Alfa Romeo 1300                                         | Monzeglio Corse                                               | P1.3                                                          |
| 26°                                                              | 214                                                           | Sgarlata / Marotta                                            | Lancia Fulvia T&S                                             | Scuderia Aretusa                                              | P1.3                                                          |
| 27°                                                              | 152                                                           | Guigno / Sutera                                               | Alfa Romeo Giulia TZ                                          | Scuderia Nissena                                              | S1.6                                                          |
| 28°                                                              | 82                                                            | Sanson / Peramone                                             | Porsche 911 S                                                 | P. Sanson                                                     | GT+2.0                                                        |
| 29°                                                              | 136                                                           | Selz / Greub                                                  | Porsche 911                                                   | Wicky Racing Team                                             | GT2.0                                                         |
| 30°                                                              | 162                                                           | Ferraro / Valenza                                             | Alfa Romeo Giulia Spider                                      | Scuderia Nissena                                              | S1.6                                                          |
| 31°                                                              | 274                                                           | Lisitano / "Zerimar"                                          | Lancia Fulvia Sport                                           | Jolly Club                                                    | GT1.3                                                         |
| 32°                                                              | 184                                                           | Pucci / Mirto Randazzo                                        | Alfa Romeo Giulia GTA                                         | Scuderia Pegaso                                               | GT1.6                                                         |
| 33°                                                              | 142                                                           | Genta / Monticone                                             | Porsche 911                                                   | Jolly Club                                                    | GT2.0                                                         |
| 34°                                                              | 236                                                           | "Black & White" / Garufi                                      | Abarth 1300 OT                                                | Scuderia Pegaso                                               | S1.3                                                          |
| 35°                                                              | 64                                                            | Barbuscia / Terra                                             | Ferrari Dino 206 S                                            | Scuderia Pescara                                              | P2.0                                                          |
| 36°                                                              | 112                                                           | Berruto / Licheri                                             | Porsche 911                                                   | F. Berruto                                                    | GT2.0                                                         |
| 37°                                                              | 292                                                           | Mantia / Lo Jacono                                            | Lancia Fulvia Sport Competizione                              | Scuderia Pegaso                                               | GT1.3                                                         |
| 38°                                                              | 96                                                            | Nicolosi / Bonaccorsi                                         | Porsche 906                                                   | Scuderia Etna                                                 | S2.0                                                          |
| 39°                                                              | 44                                                            | Chatham / Harvey                                              | MGC GT                                                        | J. Chatham                                                    | P3.0                                                          |
| 40°                                                              | 282                                                           | Rattazzi / Anastasio                                          | Lancia Fulvia Sport Competizione                              | Jolly Club                                                    | GT1.3                                                         |
| 41°                                                              | 28                                                            | Courage / de Adamich                                          | Alfa Romeo T33/3                                              | Autodelta S.p.A.                                              | P3.0                                                          |
| 42°                                                              | 90                                                            | Latteri / Todaro                                              | Porsche 906                                                   | Scuderia Pegaso                                               | S2.0                                                          |
| 43°                                                              | 200                                                           | Ballestrieri / Pinto                                          | Lancia Fulvia 1600 HF                                         | HF Squadra Corse                                              | GT1.6                                                         |
| 44°                                                              | 86                                                            | Haldi / "Mirage"                                              | Porsche 911 S                                                 | Club Porsche Romand                                           | GT+2.0                                                        |
| 45°                                                              | 62                                                            | Negus / Hanson                                                | Chevron B8 BMW                                                | E. Negus                                                      | P2.0                                                          |
| 46°                                                              | 294                                                           | Cucinotta / Patti                                             | Lancia Fulvia HF                                              | Scuderia Asso Sport. Trid.                                    | GT1.3                                                         |
| 47°                                                              | 194                                                           | Sebastiani / Nardini                                          | Lotus Europa                                                  | R. Nardini                                                    | GT1.6                                                         |
| 48°                                                              | 252                                                           | Spataro / Bruschi                                             | Osca S1000 Maserati                                           | M. Spataro                                                    | P1.0                                                          |
| 49°                                                              | 122                                                           | Schenetti / Zerbini                                           | Porsche 911                                                   | Scuderia Brescia Corse                                        | GT2.0                                                         |
| 50°                                                              | 186                                                           | Rinaldi / Radicella                                           | Alfa Romeo Giulia GTA                                         | L. Rinaldi                                                    | GT1.6                                                         |
| 51°                                                              | 160                                                           | Semilia / Crescenti                                           | Alfa Romeo Giulia Spider                                      | S. Semilia                                                    | S1.6                                                          |
| 52°                                                              | 14                                                            | Hezemans / Gregory                                            | Alfa Romeo T33/3                                              | Autodelta S.p.A.                                              | P3.0                                                          |
| 53°                                                              | 188                                                           | D'Angelo / "Jimmy"                                            | Alfa Romeo Giulia GTA                                         | Scuderia Etna                                                 | GT1.6                                                         |
| 54°                                                              | 52                                                            | "von Serzawa" / Scigliano                                     | Fiat 124 Sport Spider                                         | Scuderia Etna                                                 | P2.0                                                          |
| 55°                                                              | 288                                                           | Bökmann / Böhm                                                | Simca 1300 Coupé                                              | V 10 Kleber Team                                              | GT1.3                                                         |
| 56°                                                              | 128                                                           | Capuano / Barba                                               | Porsche 911                                                   | Scuderia Pegaso                                               | GT2.0                                                         |
| 57°                                                              | 180                                                           | de Luca / Vassallo                                            | Alfa Romeo Giulia GTA                                         | Scuderia Pegaso                                               | GT1.6                                                         |
| 58°                                                              | 156                                                           | Barraco / "Amphicar"                                          | Alfa Romeo Giulia TZ                                          | Scuderia Pegaso                                               | S1.6                                                          |
| 59°                                                              | 192                                                           | Dell'Olio / Virgilio                                          | Alfa Romeo Giulia GTA                                         | Scuderia Pegaso                                               | GT1.6                                                         |
| 60°                                                              | 198                                                           | Gagliano / di Garbo                                           | Alfa Romeo Giulia GTA                                         | S. Gagliano                                                   | GT1.6                                                         |
| 61°                                                              | 204                                                           | Cosentino / Verna                                             | Alfa Romeo GTA                                                | Scuderia Nord-Ovest                                           | GT1.6                                                         |
| 62°                                                              | 158                                                           | D'Amico / Perniciaro                                          | Alfa Romeo Giulia SS                                          | Scuderia Etna                                                 | S1.6                                                          |
| 63°                                                              | 264                                                           | "Shangri-La" / Federico                                       | ATS 1000 SP Ford                                              | "Shangry' là"                                                 | P1.0                                                          |
| 64°                                                              | 254                                                           | Patané / "Oras"                                               | Abarth 1000 SP                                                | Scuderia Etna                                                 | P1.0                                                          |
| 65°                                                              | 38                                                            | Merzario / Ortner                                             | Abarth 3000 SP                                                | Abarth & C.                                                   | P3.0                                                          |
| 66°                                                              | 256                                                           | Moreschi / "Patrizia"                                         | AMS SP Ford                                                   | Brescia Corse                                                 | P1.0                                                          |
| 67°                                                              | 276                                                           | Catalano / de Bartoli                                         | Lancia Fulvia Sport                                           | Scuderia Pegaso                                               | GT1.3                                                         |
| 68°                                                              | 266                                                           | "Gero" / "Roger"                                              | De Sanctis - Ford                                             | "Gero"                                                        | P1.0                                                          |
| 69°                                                              | 196                                                           | Rizzo / Alongi                                                | Alfa Romeo Giulia GTA                                         | G. Rizzo                                                      | GT1.6                                                         |
| 70°                                                              | 232                                                           | Bersano / Scheeren                                            | Abarth 1300 SP                                                | A. Bersano                                                    | S1.3                                                          |
| 71°                                                              | 272                                                           | Trenti / Fasce                                                | Lancia Fulvia Sport                                           | Jolly Club                                                    | GT1.3                                                         |
| 72°                                                              | 124                                                           | Sala / "Manuel"                                               | Porsche 911                                                   | Bergamo Corse                                                 | GT2.0                                                         |
| 73°                                                              | 20                                                            | Elford / Herrmann                                             | Porsche 908/03                                                | Porsche KG                                                    | P3.0                                                          |
| 74°                                                              | 32                                                            | Maglioli / Galli                                              | Alfa Romeo T33/3                                              | Autodelta S.p.A.                                              | P3.0                                                          |
| 75°                                                              | 92                                                            | La Luce / Guagliardo                                          | Abarth-Simca 2000                                             | A. Guagliardo                                                 | S2.0                                                          |
| 76°                                                              | 220                                                           | Wheeler / Davidson                                            | Jerboa SP BMC                                                 | J. Wheeler                                                    | P1.3                                                          |
| 77°                                                              | 280                                                           | Chiaramonte / Spatafora                                       | Lancia Fulvia Sport                                           | Scuderia Pegaso                                               | GT1.3                                                         |
| 78°                                                              | 234                                                           | Buzzetti / Marini                                             | Abarth 1300 SP                                                | Scuderia Settecolli                                           | S1.3                                                          |
| 1000 Kilómetros de Spa 17/05/1970 Spa-Francorchamps              |                                                               |                                                               |                                                               |                                                               |                                                               |
| Pos                                                              | N°                                                            | Piloto                                                        | Auto                                                          | Equipo                                                        | Clase                                                         |
| 1°                                                               | 24                                                            | Siffert / Redman                                              | Porsche 917 K                                                 | J. W. Automotive Engineering                                  | S5.0                                                          |
| 2°                                                               | 20                                                            | Ickx / Surtees                                                | Ferrari 512 S                                                 | Spa Ferrari SEFAC                                             | S5.0                                                          |
| 3°                                                               | 28                                                            | Elford / Ahrens, Jr.                                          | Porsche 917 K                                                 | Porsche Salzburg                                              | S5.0                                                          |
| 4°                                                               | 22                                                            | Giunti / Vaccarella                                           | Ferrari 512 S                                                 | Spa Ferrari SEFAC                                             | S5.0                                                          |
| 5°                                                               | 43                                                            | Laine / van Lennep                                            | Porsche 917 K                                                 | Racing Team AAW                                               | S5.0                                                          |
| 6°                                                               | 29                                                            | Attwood / Herrmann                                            | Porsche 917 K                                                 | Porsche Salzburg                                              | S5.0                                                          |
| 7°                                                               | 21                                                            | Schetty / Merzario                                            | Ferrari 512 S                                                 | Spa Ferrari SEFAC                                             | S5.0                                                          |
| 8°                                                               | 23                                                            | Bell / de Fierlant                                            | Ferrari 512 S                                                 | Ecurie Francorchamps                                          | S5.0                                                          |
| 9°                                                               | 6                                                             | Larrousse / Lins                                              | Porsche 908/02                                                | Martini International Racing Team                             | P3.0                                                          |
| 10°                                                              | 33                                                            | Bonnier / Wisell                                              | Lola T70 Mk.3B GT Chevrolet                                   | Ecurie Bonnier                                                | S5.0                                                          |
| 11°                                                              | 5                                                             | Dechent / Marko                                               | Porsche 908/02                                                | Martini International Racing Team                             | P3.0                                                          |
| 12°                                                              | 31                                                            | L'Amie / Nelson                                               | Porsche 910                                                   | John L'Amie                                                   | S2.0                                                          |
| 13°                                                              | 15                                                            | Blatzheim / Kraus                                             | Porsche 907                                                   | Hans-Dieter Blatzheim                                         | P2.0                                                          |
| 14°                                                              | 32                                                            | Sadler / Vestey                                               | Porsche 910                                                   | Paul Vestey                                                   | S2.0                                                          |
| 15°                                                              | 14                                                            | Deprez / Vernaeve                                             | Chevron B16 Mazda                                             | Levi's International Racing Team                              | P2.0                                                          |
| 16°                                                              | 59                                                            | Chenevière / Haldi                                            | Porsche 911 S                                                 | Bernard Cheneviére                                            | GT+2.0                                                        |
| 17°                                                              | 30                                                            | Neuhaus / Kelleners                                           | Porsche 917 K                                                 | Gesipa Racing Team                                            | S5.0                                                          |
| 18°                                                              | 53                                                            | Kremer / von Wendt                                            | Porsche 911 S                                                 | Auto Kremer                                                   | GT+2.0                                                        |
| 19°                                                              | 55                                                            | Jacquemin / Palayer                                           | Alpine A110 1300 S Renault                                    | Jean-Marie Jacquemin                                          | GT2.0                                                         |
| 20°                                                              | 52                                                            | van Butsel / Moerenhout                                       | Porsche 911                                                   | Jean-Pierre Gaban                                             | GT2.0                                                         |
| 21°                                                              | 60                                                            | Duvigneaud / Demoulin                                         | Porsche 911 S                                                 | Georges Duvigneaud                                            | GT2.0                                                         |
| 22°                                                              | 37                                                            | Goodwin / Taggart                                             | Chevron B6/8 BMW                                              | Tony Goodwin                                                  | P3.0                                                          |
| 23°                                                              | 58                                                            | Wicky / Garant                                                | Porsche 911 S                                                 | Wicky Racing Team                                             | GT2.0                                                         |
| 24°                                                              | 25                                                            | Rodríguez / Kinnunen                                          | Porsche 917 K                                                 | J. W. Automotive Engineering                                  | S5.0                                                          |
| 25°                                                              | 40                                                            | Tangye / Ridgway                                              | Chevron B8 BMW                                                | Worcestershire Racing Association                             | S2.0                                                          |
| 26°                                                              | 10                                                            | Edwards / Enever                                              | Astra RNR2 Ford                                               | Philips Autoradio Racing                                      | P2.0                                                          |
| 27°                                                              | 51                                                            | Gaban / Braillard                                             | Porsche 911 S                                                 | Jean-Pierre Gaban                                             | GT2.0                                                         |
| 28°                                                              | 35                                                            | Pilette / Gosselin                                            | Lola T70 Mk.3B GT Chevrolet                                   | Racing Team VDS                                               | S5.0                                                          |
| 29°                                                              | 39                                                            | Clydesdale / Markey                                           | Chevron B8 BMW                                                | Intertech Steeering Wheels                                    | S2.0                                                          |
| 30°                                                              | 38                                                            | Blackie / Humble                                              | Chevron B8 BMW                                                | Martin Blackie                                                | S2.0                                                          |
| 31°                                                              | 54                                                            | Rey / Berney                                                  | Porsche 911 S                                                 | Jacques Rey                                                   | GT+2.0                                                        |
| 32°                                                              | 41                                                            | Bamford / Creasey                                             | Chevron B8 BMW                                                | Worcestershire Racing Association                             | S2.0                                                          |
| 33°                                                              | 12                                                            | Robinson / Blanckley                                          | Unipower GT BMC                                               | Stanley Robinson                                              | P2.0                                                          |
| 34°                                                              | 7                                                             | Grant / Marshall                                              | Brabham BT8 Climax                                            | Keith Grant                                                   | P3.0                                                          |
| 35°                                                              | 34                                                            | Pillon / Morand                                               | Lola T70 Mk.3B GT Chevrolet                                   | Devel Moteurs Morand                                          | S5.0                                                          |
| 1000 Kilómetros de Nürburgring 31/05/1970 Nürburgring            |                                                               |                                                               |                                                               |                                                               |                                                               |
| Pos                                                              | N°                                                            | Piloto                                                        | Auto                                                          | Equipo                                                        | Clase                                                         |
| 1°                                                               | 22                                                            | Elford / Ahrens, Jr.                                          | Porsche 908/03                                                | Porsche Konstruktionen Salzburg                               | P3.0                                                          |
| 2°                                                               | 15                                                            | Herrmann / Attwood                                            | Porsche 908/03                                                | Porsche Konstruktionen Salzburg                               | P3.0                                                          |
| 3°                                                               | 55                                                            | Surtees / Vaccarella                                          | Ferrari 512 S Spyder                                          | Ferrari s. p. a.                                              | S5.0                                                          |
| 4°                                                               | 58                                                            | Parkes / Müller                                               | Ferrari 512 S                                                 | Scuderia Filipinetti                                          | S5.0                                                          |
| 5°                                                               | 1                                                             | Larrousse / Marko                                             | Porsche 908/02                                                | Int. Martini Racing Team                                      | P3.0                                                          |
| 6°                                                               | 2                                                             | Lins / Kauhsen                                                | Porsche 908/02                                                | Int. Martini Racing Team                                      | P3.0                                                          |
| 7°                                                               | 11                                                            | von Wendt / Koch                                              | Porsche 908/02                                                | German BG Racing Team                                         | P3.0                                                          |
| 8°                                                               | 4                                                             | Greger / Leuze                                                | Porsche 908/02                                                | Asahi Pentax Racing Team                                      | P3.0                                                          |
| 9°                                                               | 29                                                            | Wicky / Cabral                                                | Porsche 907                                                   | André Wicky Racing Team                                       | P2.0                                                          |
| 10°                                                              | 24                                                            | Deprez / Vernaeve                                             | Chevron B16 Mazda                                             | Levi's Int. Racing Team                                       | P2.0                                                          |
| 11°                                                              | 17                                                            | Basche / Kelleners / Neuhaus                                  | Porsche 908/02                                                | Gesipa Racing Team                                            | P3.0                                                          |
| 12°                                                              | 10                                                            | Fischhaber / Schmid                                           | Porsche 906 Spyder                                            | Scuderia Auto-Neuser                                          | P3.0                                                          |
| 13°                                                              | 31                                                            | Konig / Lanfranchi                                            | Nomad Mk.2 BRM                                                | Mark Konig                                                    | P2.0                                                          |
| 14°                                                              | 79                                                            | Fröhlich / Toivonen                                           | Porsche 911 S                                                 | Racing Team AAW                                               | GT+2.0                                                        |
| 15°                                                              | 84                                                            | Kremer / Huber                                                | Porsche 911 S                                                 | Auto-Kremer                                                   | GT+2.0                                                        |
| 16°                                                              | 85                                                            | Schickentanz / Stuck                                          | Porsche 911 S                                                 | Oldenkott Pipe and Tobacco Racing                             | GT+2.0                                                        |
| 17°                                                              | 67                                                            | Heavens / Garton                                              | Chevron B8 BMW                                                | Roger Heavens                                                 | S2.0                                                          |
| 18°                                                              | 92                                                            | Loos / Pesch                                                  | Porsche 911 L                                                 | Porsche Konstruktionen Salzburg                               | GT2.0                                                         |
| 19°                                                              | 88                                                            | Huhn / Schwarz                                                | Porsche 914/6                                                 | Scuderia Lufthansa                                            | GT2.0                                                         |
| 20°                                                              | 93                                                            | Kaiser / Steckkönig                                           | Porsche 914/6                                                 | Hahn Motorfahrzeuge                                           | GT2.0                                                         |
| 21°                                                              | 101                                                           | Nolte / Christmann                                            | Porsche 914/6                                                 | VW-Porsche Sportwagenzentrum Hülpert & Co.                    | GT2.0                                                         |
| 22°                                                              | 60                                                            | Forester / De Cadenet                                         | Ford GT40                                                     | Piers Forester                                                | S5.0                                                          |
| 23°                                                              | 96                                                            | Quist / Krumm                                                 | Porsche 914/6                                                 | Autohaus Max Moritz                                           | GT2.0                                                         |
| 24°                                                              | 95                                                            | Jacquemin / Scheeren / Palayer                                | Alpine A110 Renault                                           | Jean-Marie Jacquemin                                          | GT2.0                                                         |
| 25°                                                              | 83                                                            | Haldi / Chapuis                                               | Porsche 911 S                                                 | Claude Haldi                                                  | GT+2.0                                                        |
| 26°                                                              | 91                                                            | Becker / Clever                                               | Porsche 911 S                                                 | Bernd Becker                                                  | GT2.0                                                         |
| 27°                                                              | 42                                                            | Weizinger / Bisterfeld                                        | Alfa Romeo GTA Junior                                         | Dieter Weizinger                                              | P1.6                                                          |
| 28°                                                              | 94                                                            | Otto / Klasen                                                 | Alfa Romeo GTA                                                | Jörg Klasen                                                   | GT2.0                                                         |
| 29°                                                              | 97                                                            | Weir / Ogier                                                  | Porsche 911 T/R                                               | Ecurie Evergreen                                              | GT2.0                                                         |
| 30°                                                              | 69                                                            | Tangye / Vestey                                               | Chevron B8 BMW                                                | Worcestershire Racing Org.                                    | S2.0                                                          |
| 31°                                                              | 73                                                            | Negus / Joscelyne                                             | Chevron B8 BMW                                                | Edward Negus                                                  | S2.0                                                          |
| 32°                                                              | 43                                                            | Robinson / Blanckley                                          | Unipower GT BMC                                               | Stanley A. Robinson                                           | P1.6                                                          |
| 33°                                                              | 28                                                            | Mylius / Birrell                                              | Gropa CMC Ford                                                | A. M. Graphics Racing Org.                                    | P2.0                                                          |
| 34°                                                              | 26                                                            | Bridges / Lawson                                              | Chevron B16 Ford                                              | Red Rose Motors                                               | P2.0                                                          |
| 35°                                                              | 66                                                            | Killenberg / Bialas                                           | Chevron B8 BMW                                                | Nikolaus Killenberg                                           | S2.0                                                          |
| 36°                                                              | 20                                                            | Siffert / Redman                                              | Porsche 908/03                                                | J. W. Automotive Engineering Ltd.                             | P3.0                                                          |
| 37°                                                              | 38                                                            | Richardson / Cowin                                            | Daren Mk.2 Ford                                               | Daren Cars Ltd.                                               | P1.6                                                          |
| 38°                                                              | 70                                                            | Meier / Ilotte                                                | Porsche 910                                                   | André Wicky Racing Team                                       | S2.0                                                          |
| 39°                                                              | 68                                                            | Bamford / Creasey                                             | Chevron B8 BMW                                                | Worcestershire Racing Org.                                    | S2.0                                                          |
| 40°                                                              | 23                                                            | Blatzheim / Kraus                                             | Porsche 907 Spyder                                            | Hans-Dieter Blatzheim                                         | P2.0                                                          |
| 41°                                                              | 64                                                            | Goodwin / Taggart                                             | Chevron B6/8 BMW                                              | Dr. Tony Goodwin                                              | S2.0                                                          |
| 42°                                                              | 81                                                            | Peter / Eymann                                                | Shelby GT350                                                  | Hediri Racing Team                                            | GT+2.0                                                        |
| 43°                                                              | 32                                                            | Edwards / Enever                                              | Astra RNR2 Ford                                               | Guy Edwards                                                   | P2.0                                                          |
| 44°                                                              | 12                                                            | Gaydon / Grant                                                | Brabham BT8 Climax                                            | Victor Business Machines                                      | P3.0                                                          |
| 45°                                                              | 16                                                            | Werner / Kranefuss                                            | Ford Capri RS Turbo                                           | Turbo-May                                                     | P3.0                                                          |
| 46°                                                              | 21                                                            | Rodríguez / Kinnunen                                          | Porsche 908/03                                                | J. W. Automotive Engineering Ltd.                             | P3.0                                                          |
| 47°                                                              | 6                                                             | Stommelen / Courage                                           | Alfa Romeo T33/3                                              | Autodelta                                                     | P3.0                                                          |
| 48°                                                              | 54                                                            | Neuhaus / Kelleners                                           | Porsche 917 K                                                 | Gesipa Racing Team                                            | S5.0                                                          |
| 49°                                                              | 72                                                            | Blackie / Humble                                              | Chevron B8 BMW                                                | Martin Blackie                                                | S2.0                                                          |
| 50°                                                              | 100                                                           | Becker / Theissen                                             | Porsche 911 S                                                 | Martini BMW                                                   | GT2.0                                                         |
| 51°                                                              | 19                                                            | Di Palma / Marincovich                                        | Berta LR Ford                                                 | Oreste Berta                                                  | P3.0                                                          |
| 52°                                                              | 75                                                            | L'Amie / Reid                                                 | Porsche 910                                                   | John L'Amie                                                   | S2.0                                                          |
| 53°                                                              | 14                                                            | Wilson / Daghorn                                              | Lola T70P BRM                                                 | Max Wilson                                                    | P3.0                                                          |
| 54°                                                              | 57                                                            | Giunti / Merzario                                             | Ferrari 512 S Spyder                                          | Ferrari s. p. a.                                              | S5.0                                                          |
| 24 Horas de Le Mans 16/06/1970 Circuito de la Sarthe             |                                                               |                                                               |                                                               |                                                               |                                                               |
| Pos                                                              | N°                                                            | Piloto                                                        | Auto                                                          | Equipo                                                        | Clase                                                         |
| 1°                                                               | 23                                                            | Attwood / Herrmann                                            | Porsche 917 K                                                 | Porsche Konstruktionen K.G.                                   | S5.0                                                          |
| 2°                                                               | 3                                                             | Larrousse / Kauhsen                                           | Porsche 917L                                                  | Martini International Racing Team                             | S5.0                                                          |
| 3°                                                               | 27                                                            | Lins / Marko                                                  | Porsche 908/02 LH                                             | Martini International Racing Team                             | P3.0                                                          |
| 4°                                                               | 11                                                            | Posey / Bucknum                                               | Ferrari 512 S                                                 | North American Racing Team                                    | S5.0                                                          |
| 5°                                                               | 12                                                            | de Fierlant / Walker                                          | Ferrari 512 S                                                 | Ecurie Francorchamps                                          | S5.0                                                          |
| 6°                                                               | 40                                                            | Ballot-Léna / Chasseuil                                       | Porsche 914/6                                                 | Etablissement Sonauto                                         | GT2.0                                                         |
| 7°                                                               | 47                                                            | Kremer / Koob                                                 | Porsche 911 S                                                 | Ecurie Luxembourg                                             | GT2.5                                                         |
| 8°                                                               | 2                                                             | Greder / Rouget                                               | Chevrolet Corvette                                            | Greder Racing                                                 | GT+5.0                                                        |
| 9°                                                               | 29                                                            | Linge / Williams                                              | Porsche 908/02 Flunder                                        | Solar Productions Inc.                                        | P3.0                                                          |
| 10°                                                              | 57                                                            | Parsons / Adamowicz                                           | Ferrari 312 P Coupe                                           | North American Racing Team                                    | P3.0                                                          |
| 11°                                                              | 62                                                            | Mauroy / Mazzia                                               | Porsche 911 S                                                 | René Mazzia                                                   | GT2.5                                                         |
| 12°                                                              | 67                                                            | Parot / Dechaumel                                             | Porsche 911 S                                                 | Jacky Dechaumel                                               | GT2.0                                                         |
| 13°                                                              | 42                                                            | Verrier / Garant                                              | Porsche 911 TH                                                | Wicky Racing Team                                             | GT2.0                                                         |
| 14°                                                              | 45                                                            | Laurent / Marché                                              | Porsche 911 S                                                 | Claude Laurent                                                | GT2.5                                                         |
| 15°                                                              | 64                                                            | Sage / Greub                                                  | Porsche 911 S                                                 | Claude Haldi                                                  | GT2.0                                                         |
| 16°                                                              | 66                                                            | Swietlik / Lagniez                                            | Porsche 911 S                                                 | Raymond Touroul                                               | GT2.0                                                         |
| 17°                                                              | 34                                                            | Enever / Hedges                                               | Healey XR37 Repco                                             | Donald Healey Motor                                           | P3.0                                                          |
| 18°                                                              | 25                                                            | Elford / Ahrens, Jr.                                          | Porsche 917L                                                  | Porsche Konstruktionen K.G.                                   | S5.0                                                          |
| 19°                                                              | 36                                                            | de Adamich / Courage                                          | Alfa Romeo T33/3                                              | Autodelta S.P.A.                                              | P3.0                                                          |
| 20°                                                              | 35                                                            | Galli / Stommelen                                             | Alfa Romeo T33/3                                              | Autodelta S.P.A.                                              | P3.0                                                          |
| 21°                                                              | 49                                                            | Skailes / Hine                                                | Chevron B16 Ford                                              | Chevron Racing Team                                           | P2.0                                                          |
| 22°                                                              | 44                                                            | Baker / Martland                                              | Chevron B16 BMW                                               | Chevron Racing Team                                           | P2.0                                                          |
| 23°                                                              | 61                                                            | Wicky / Hanrioud                                              | Porsche 907                                                   | Wicky Racing Team                                             | P2.5                                                          |
| 24°                                                              | 20                                                            | Siffert / Redman                                              | Porsche 917 K                                                 | J. W. Automotive Engineering Ltd.                             | S5.0                                                          |
| 25°                                                              | 5                                                             | Ickx / Schetty                                                | Ferrari 512 S                                                 | S.E.F.A.C. Ferrari                                            | S5.0                                                          |
| 26°                                                              | 63                                                            | Rey / Chenevière                                              | Porsche 911 S                                                 | Rey Racing                                                    | GT2.5                                                         |
| 27°                                                              | 9                                                             | Juncadella / Fernández                                        | Ferrari 512 S                                                 | Escudería Montjuich                                           | S5.0                                                          |
| 28°                                                              | 60                                                            | Meier / Rouveyran                                             | Porsche 910                                                   | Guy Verrier                                                   | S2.0                                                          |
| 29°                                                              | 65                                                            | Haldi / Blank                                                 | Porsche 911 S                                                 | Hart Ski Racing Team                                          | GT2.5                                                         |
| 30°                                                              | 46                                                            | Poirot / Kraus                                                | Porsche 910                                                   | Christian Poirot                                              | S2.0                                                          |
| 31°                                                              | 18                                                            | van Lennep / Piper                                            | Porsche 917 K                                                 | Team A.A.W.                                                   | S5.0                                                          |
| 32°                                                              | 16                                                            | Manfredini / Moretti                                          | Ferrari 512 S                                                 | Scuderia Filipinetti                                          | S5.0                                                          |
| 33°                                                              | 4                                                             | Pilette / Gosselin                                            | Lola T70 Mk.3B GT Chevrolet                                   | Racing Team V.D.S.                                            | S5.0                                                          |
| 34°                                                              | 43                                                            | Gaban / Braillard                                             | Porsche 911 S                                                 | Jean-Pierre Gaban                                             | GT2.5                                                         |
| 35°                                                              | 31                                                            | Pescarolo / Beltoise                                          | Matra-Simca MS660                                             | Equipe Matra-Elf                                              | P3.0                                                          |
| 36°                                                              | 32                                                            | Brabham / Cevert                                              | Matra-Simca MS650                                             | Equipe Matra-Elf                                              | P3.0                                                          |
| 37°                                                              | 30                                                            | Jabouille / Depailler                                         | Matra-Simca MS650                                             | Equipe Matra-Elf                                              | P3.0                                                          |
| 38°                                                              | 59                                                            | Égreteaud / Mésange                                           | Porsche 911 S                                                 | Jean Egreteaud                                                | GT2.5                                                         |
| 39°                                                              | 50                                                            | Ligier / Andruet                                              | Ligier JS1 Ford                                               | Guy Ligier                                                    | P2.0                                                          |
| 40°                                                              | 10                                                            | Kelleners / Loos                                              | Ferrari 512 S                                                 | North American Racing Team                                    | S5.0                                                          |
| 41°                                                              | 22                                                            | Hobbs / Hailwood                                              | Porsche 917 K                                                 | J. W. Automotive Engineering Ltd.                             | S5.0                                                          |
| 42°                                                              | 38                                                            | Zeccoli / Facetti                                             | Alfa Romeo T33/3                                              | Autodelta S.P.A.                                              | P3.0                                                          |
| 43°                                                              | 7                                                             | Bell / Peterson                                               | Ferrari 512 S                                                 | S.E.F.A.C. Ferrari                                            | S5.0                                                          |
| 44°                                                              | 8                                                             | Merzario / Regazzoni                                          | Ferrari 512 S                                                 | S.E.F.A.C. Ferrari                                            | S5.0                                                          |
| 45°                                                              | 15                                                            | Müller / Parkes                                               | Ferrari 512 S                                                 | Scuderia Filipinetti                                          | S5.0                                                          |
| 46°                                                              | 1                                                             | Bourdon / Aubriet                                             | Chevrolet Corvette                                            | Ecurie Léopard                                                | GT+5.0                                                        |
| 47°                                                              | 14                                                            | Bonnier / Wisell                                              | Ferrari 512 S                                                 | Scuderia Filipinetti                                          | S5.0                                                          |
| 48°                                                              | 21                                                            | Rodríguez / Kinnunen                                          | Porsche 917 K                                                 | J. W. Automotive Engineering Ltd.                             | S5.0                                                          |
| 49°                                                              | 48                                                            | Vernaeve / Deprez                                             | Chevron B16 Mazda                                             | Levis International Racing Team                               | P2.0                                                          |
| 50°                                                              | 6                                                             | Vaccarella / Giunti                                           | Ferrari 512 S                                                 | S.E.F.A.C. Ferrari                                            | S5.0                                                          |
| 51°                                                              | 37                                                            | Hezemans / Gregory                                            | Alfa Romeo T33/3                                              | Autodelta S.P.A.                                              | P3.0                                                          |
| 6 Horas de Watkins Glen 11/07/1970 Watkins Glen International    |                                                               |                                                               |                                                               |                                                               |                                                               |
| Pos                                                              | N°                                                            | Piloto                                                        | Auto                                                          | Equipo                                                        | Clase                                                         |
| 1°                                                               | 2                                                             | Rodríguez / Kinnunen                                          | Porsche 917 K                                                 | J. W. Automotive Engineering, Ltd.                            | S5.0                                                          |
| 2°                                                               | 1                                                             | Siffert / Redman                                              | Porsche 917 K                                                 | J. W. Automotive Engineering, Ltd.                            | S5.0                                                          |
| 3°                                                               | 92                                                            | Andretti / Giunti                                             | Ferrari 512 S Spyder                                          | Ferrari S.P.A., SEFAC                                         | S5.0                                                          |
| 4°                                                               | 31                                                            | Elford / Hulme                                                | Porsche 917 K                                                 | Porsche Audi Division                                         | S5.0                                                          |
| 5°                                                               | 91                                                            | Ickx / Schetty                                                | Ferrari 512 S Spyder                                          | Ferrari S.P.A., SEFAC                                         | S5.0                                                          |
| 6°                                                               | 32                                                            | Attwood / Ahrens, Jr.                                         | Porsche 917 K                                                 | Porsche Audi Division                                         | S5.0                                                          |
| 7°                                                               | 36                                                            | Marko / Lins                                                  | Porsche 908/02                                                | International Martini & Rossi Racing Team                     | P3.0                                                          |
| 8°                                                               | 50                                                            | Bonnier / Wisell                                              | Lola T70 Mk.3B GT Chevrolet                                   | Ecurie Bonnier                                                | S5.0                                                          |
| 9°                                                               | 35                                                            | van Lennep / Larrousse                                        | Porsche 917 K                                                 | International Martini & Rossi Racing Team                     | S5.0                                                          |
| 10°                                                              | 5                                                             | Grossman / Yenko                                              | Chevrolet Camaro 427                                          | Mallbank Racing                                               | GT+2.5                                                        |
| 11°                                                              | 52                                                            | Rosen / Jacobs                                                | Porsche 906                                                   | Volkswagen North Central                                      | S2.0                                                          |
| 12°                                                              | 53                                                            | Wise / Frank                                                  | Porsche 906                                                   | Nationwide Food Brokers Racing Team                           | S2.0                                                          |
| 13°                                                              | 77                                                            | Tullius / Jennings                                            | Porsche 911 T                                                 | Toad Hall Racing                                              | GT2.5                                                         |
| 14°                                                              | 41                                                            | Bandy / Cargill                                               | Lotus 47                                                      | Sport Motors                                                  | GT2.5                                                         |
| 15°                                                              | 39                                                            | Brezinka / Petermann / Bartling                               | Porsche 906                                                   | Rainer Brezinka                                               | S2.0                                                          |
| 16°                                                              | 84                                                            | Wright / Grant                                                | Porsche 911 S                                                 | Ralph Meaney, Inc.                                            | GT2.5                                                         |
| 17°                                                              | 46                                                            | Christian / Reynolds / Rinzler                                | Chevron B16 Ford                                              | Baker Motor Company                                           | P2.0                                                          |
| 18°                                                              | 70                                                            | Wicky / Garant                                                | Porsche 911 T                                                 | Silvain Francois Garant                                       | GT2.5                                                         |
| 19°                                                              | 45                                                            | Richards / Baker                                              | Chevron B16 Ford                                              | Baker Motor Company                                           | P2.0                                                          |
| 20°                                                              | 94                                                            | Meaney / Behr                                                 | Porsche 914/6                                                 | Ralph Meaney, Inc.                                            | GT2.5                                                         |
| 21°                                                              | 20                                                            | Barker / Greenwood                                            | Chevrolet Corvette 427                                        | John Green Wood                                               | GT+2.5                                                        |
| 22°                                                              | 37                                                            | Duval / Nicholas                                              | Porsche 911 T                                                 | Sunoco                                                        | GT2.5                                                         |
| 23°                                                              | 63                                                            | Luebbe / Summers                                              | Chevrolet Corvette 427                                        | Robert V. Luebbe                                              | GT+2.5                                                        |
| 24°                                                              | 33                                                            | Loos / Pesch                                                  | Ferrari 512 S                                                 | Gelo Racing Team                                              | S5.0                                                          |
| 25°                                                              | 23                                                            | Schumacher / Johnson                                          | Chevrolet Corvette 427                                        | William A. Schumacher                                         | GT+2.5                                                        |
| 26°                                                              | 8                                                             | Dean / Revson                                                 | Porsche 908/02                                                | A. G. Dean                                                    | P3.0                                                          |
| 1000 Kilómetros de Zeltweg 11/10/1970 Osterreichring             |                                                               |                                                               |                                                               |                                                               |                                                               |
| Pos                                                              | N°                                                            | Piloto                                                        | Auto                                                          | Equipo                                                        | Clase                                                         |
| 1°                                                               | 23                                                            | Siffert / Redman                                              | Porsche 917 K                                                 | J. W. Automotive                                              | S5.0                                                          |
| 2°                                                               | 3                                                             | de Adamich / Pescarolo                                        | Alfa Romeo T33/3-71                                           | Autodelta SpA                                                 | P3.0                                                          |
| 3°                                                               | 6                                                             | Larrousse / Lins                                              | Porsche 908/02                                                | Martini Racing Team                                           | P3.0                                                          |
| 4°                                                               | 21                                                            | Elford / Attwood                                              | Porsche 917 K                                                 | Porsche KG Salzburg                                           | S5.0                                                          |
| 5°                                                               | 5                                                             | Jöst / Pankl                                                  | Porsche 908/02                                                | Martini Racing Team                                           | P3.0                                                          |
| 6°                                                               | 12                                                            | Lauda / Peter                                                 | Porsche 908/02                                                | Bosch Racing Team Wien                                        | P3.0                                                          |
| 7°                                                               | 25                                                            | Loos / Pesch                                                  | Ferrari 512 S Spyder                                          | Gelo Racing                                                   | S5.0                                                          |
| 8°                                                               | 7                                                             | Wilson / Daghorn                                              | Lola T210 Ford                                                | Max Wilson                                                    | P2.0                                                          |
| 9°                                                               | 14                                                            | Moreschi / "PAM"                                              | Abarth 2000 OT                                                | Scuderia Brescia Corse                                        | S2.0                                                          |
| 10°                                                              | 24                                                            | Hofer / Riedl                                                 | Porsche 910                                                   | Bosch Racing Team                                             | S2.0                                                          |
| 11°                                                              | 10                                                            | Weir / De Cadenet                                             | Ford GT40                                                     | Team Snake Speed                                              | S5.0                                                          |
| 12°                                                              | 51                                                            | Steckkönig / von Hohenzollern                                 | Porsche 914/6                                                 | Strähle KG                                                    | GT2.0                                                         |
| 13°                                                              | 32                                                            | Rieder / Stuppacher / Pust                                    | Porsche 906                                                   | Bosch Racing Team                                             | S2.0                                                          |
| 14°                                                              | 49                                                            | Seiler / Ettmüller                                            | Porsche 914/6                                                 | Hart Ski Racing Team                                          | GT2.0                                                         |
| 15°                                                              | 53                                                            | Ilotte / Ruspa                                                | Porsche 914/6                                                 | Jolly Club                                                    | GT2.5                                                         |
| 16°                                                              | 43                                                            | Bauer / Schmid                                                | Porsche 911                                                   | Paul-Ernst Strähle                                            | GT2.5                                                         |
| 17°                                                              | 9                                                             | Graemiger / Vogel                                             | Chevron B8 BMW                                                | Chuck Graemiger                                               | P2.0                                                          |
| 18°                                                              | 41                                                            | Garant / Masoneri                                             | Porsche 914/6                                                 | Wicky Racing Team                                             | GT2.5                                                         |
| 19°                                                              | 46                                                            | Kremer / Huber                                                | Porsche 911 S                                                 | Auto Kremer                                                   | GT2.5                                                         |
| 20°                                                              | 2                                                             | Hezemans / Gregory                                            | Alfa Romeo T33/3-71                                           | Autodelta SpA                                                 | P3.0                                                          |
| 21°                                                              | 20                                                            | Ahrens, Jr. / Marko                                           | Porsche 917 K                                                 | Porsche KG Salzburg                                           | S5.0                                                          |
| 22°                                                              | 4                                                             | Zeccoli / Facetti                                             | Alfa Romeo T33/3-71                                           | Autodelta SpA                                                 | P3.0                                                          |
| 23°                                                              | 16                                                            | Mundschitz / Kramer                                           | Lotus 47                                                      | Valvoline Racing Team                                         | P1.6                                                          |
| 24°                                                              | 42                                                            | Haldi / Chenevière                                            | Porsche 911 S                                                 | Porsche Club Romand                                           | GT2.5                                                         |
| 25°                                                              | 55                                                            | Ekberg / Larsson                                              | Porsche 911                                                   | Kurt Simonsen                                                 | GT2.5                                                         |
| 26°                                                              | 47                                                            | Bonomelli / Genta                                             | Porsche 911                                                   | Ennio Bonomelli                                               | GT2.5                                                         |
| 27°                                                              | 50                                                            | Kaiser / Blind                                                | Porsche 911                                                   | Stuttgart Sports Car Club                                     | GT2.5                                                         |
| 28°                                                              | 44                                                            | Schickentanz / Zanders                                        | Porsche 911                                                   | Peter Kersten                                                 | GT2.5                                                         |
| 29°                                                              | 1                                                             | Galli / Stommelen                                             | Alfa Romeo T33/3-71                                           | Autodelta SpA                                                 | P3.0                                                          |
| 30°                                                              | 31                                                            | Ickx / Giunti                                                 | Ferrari 512 M                                                 | Spa Ferrari SEFAC                                             | S5.0                                                          |
| 31°                                                              | 22                                                            | Rodríguez / Kinnunen                                          | Porsche 917 K                                                 | J. W. Automotive                                              | S5.0                                                          |

## Posiciones finales
| CONSTRUCTORES    | CONSTRUCTORES | CONSTRUCTORES |
| Pos              | Equipo        | Puntos        |
| ---------------- | ------------- | ------------- |
| 1°               | Porsche       | 63            |
| 2°               | Ferrari       | 37            |
| 3°               | Alfa Romeo    | 10            |
| 4°               | Matra-Simca   | 4             |
| 5°               | Chevrolet     | 2             |
| CONSTRUCTORES GT |               |               |
| Pos              | Equipo        | Puntos        |
| 1°               | Porsche       | 55            |
| 2°               | Chevrolet     | 27            |
| 3°               | Lancia        | 9             |
| 4°               | Alpine        | 4             |
| 5°               | Lotus         | 4             |
| 6°               | BLMC          | 1             |

| Predecesor: WSC 1969 | Campeonato Mundial de Resistencia 1970 | Sucesor: WSC 1971 |

- Datos: Q2741658